# Васил Шанов
Васил Пандев Шанов с псевдоними Василка Лазева, Веселин, Одрински е български учител, учен турколог-османист и революционер, деец на Вътрешната македонска революционна организация.

## Биография
Шанов е роден в 1874 година в костурското село Смърдеш, тогава в Османската империя, днес в Гърция. В 1887 година завършва основно гръцко училище в Смърдеш, след което III клас при Битолската българска прогимназия (1889 – 1891) и Битолския турски лицей (Ирадието) в учебната 1896/1897. Две години учителства в основно училище. В учебната 1898/1899 година е главен български учител в Хрупища. На 1 септември 1899 година е назначен за учител по турски език в Битолската българска класическа гимназия. На следната 1900 година става учител в българската мъжка гимназия в Одрин, където преподава до 1903 година.
Присъединява се към ВМОРО и от 1900 до 1903 година е член на Одринския окръжен революционен комитет – секретар касиер и организатор на Узукюприйския революционен район. Участва в подготовката на Илинденско-Преображенското въстание в Одринския революционен окръг. Сътрудничи при издаването на вестник „На оръжие“.
След въстанието емигрира в България и се установява в Стара Загора. В 1904 – 1908 година преподава в Търговската гимназия в Свищов.
След Младотурската революция в 1908 година и провъзгласената амнистия се връща в Османската империя и става учител в българската прогимназия в Костур. Избран е за председател на Костурската българска община и митрополия. Става член на Съюза на българските конституционни клубове. В 1909 година е избран от Костур сред 25-те български депутати на албанската конференция в Цариград и като член на Съюза на българските конституционни клубове заминава с делегация за Дебър, за да помирява враждуващите албански байрактари. Участва в опитите за правописна реформа в Османската империя.
От 1909 година преподава в Цариградската българска семинария. В 1910 година отново става учител в Одирнската българска гимназия, от 1912 година е учител по турски в Битолската българска класическа гимназия, а в 1912 – 1913 година преподава в Солунската българска търговска гимназия.
След войните от 1921 до 1925 година е помощник окръжен училищен инспектор на мюсюлманските училища в Мъстанлийски учебен окръг. Преподава в Софийския университет „Свети Климент Охридски“, превежда османотурски документи, издирва и публикува османски извори за българската история, публикува народни песни от родното си село.
В 1931 година е домакин в Министерството на финансите. През същата година заедно с директора на Народната библиотека Велико Йорданов и с Владимир Хиндалов, Димитър Гаджанов, Трайко Попов и Ст. Блажев участва в комисия, която преглежда и запазва закупени от Цариград като вторични суровини ценни османо-турски документи.
Шанов поддържа кореспонденция с Иван Снегаров и Джамил Билсен. Организационен секретар е на Младежката организация на ВМРО „Пейо Яворов“.
Шанов е един от съставителите на издадения в 1952 година „Турско-български речник“, заедно с Гълъб Гълъбов, Генчо Класов, Трайко Попов и Никола Ванчев.
Шанов умира в София през 1953 година.
Симеон Радев пише за Васил Шанов:
| „ | Васил Шанов, живееше в пансиона, но се учеше в Идадието. Турското училище не го направи туркофил. Учител в Битолската гимназия по турски език, участник в революционното движение, в неговата къща се е вадил на циклостил бунтовническият лист, издаван от Вътрешната организация. Много близък с него в битолския пансион, поради отсъствието си от България аз дълго време не бях го срещал. В последните години той работеше в Народната библиотека, в Ориенталския отдел, при разчитането на стари турски документи. Отличен преподавател, той приготвил по турски език две студентки, които сега също работят в полето на турската история във връзките и с нашето минало. Васил Шанов почина неотдавна, чист човек, блага душа, всичките му другари го оплакваха. | “ |